# Чаррерія
Чаррерія (pronounced: [tʃareˈɾia]), також відомий як Джаріпео — це вид спорту та дисципліна, що виникла на основі кінної діяльності та традицій тваринництва, що використовувався на асьєндах старої Мексики.
Розвиваючись із традицій скотарства, започаткованих у 16 столітті, першим різновидом подій на чаррерії були змагання з роботи на ранчо між фазендами. Перші шоу, пов'язані з чаррерією, почалися ще до 20-го століття, але повна поява чарро в Ідальго та Халіско відбулася лише під час Мексиканської революції, коли після земельної реформи чарро почали збиратися в таких містах, як Мехіко та інших центрах, консолідуючись. великі асоціації для підтримки традицій і популярності; Найбільш важливими є Asociación de Charros de Jalisco AC, Asociación de Charros de Morelia AC і Asociación de Charros Regionales de La Villa AC . Чаррерія є національним видом спорту Мексики за досконалістю, а у 2016 році була внесена до Репрезентативного списку нематеріальної культурної спадщини людства ЮНЕСКО.

## Історія

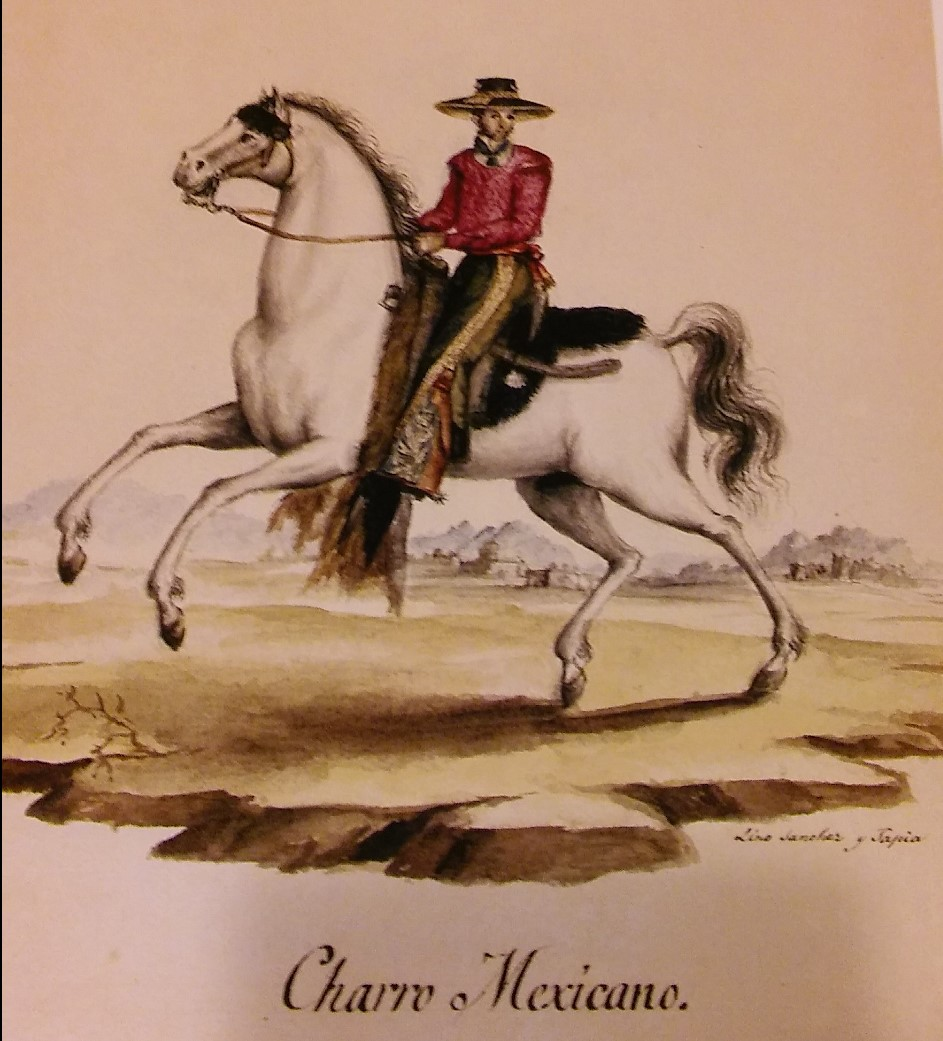
Мексиканський чарро (1828)

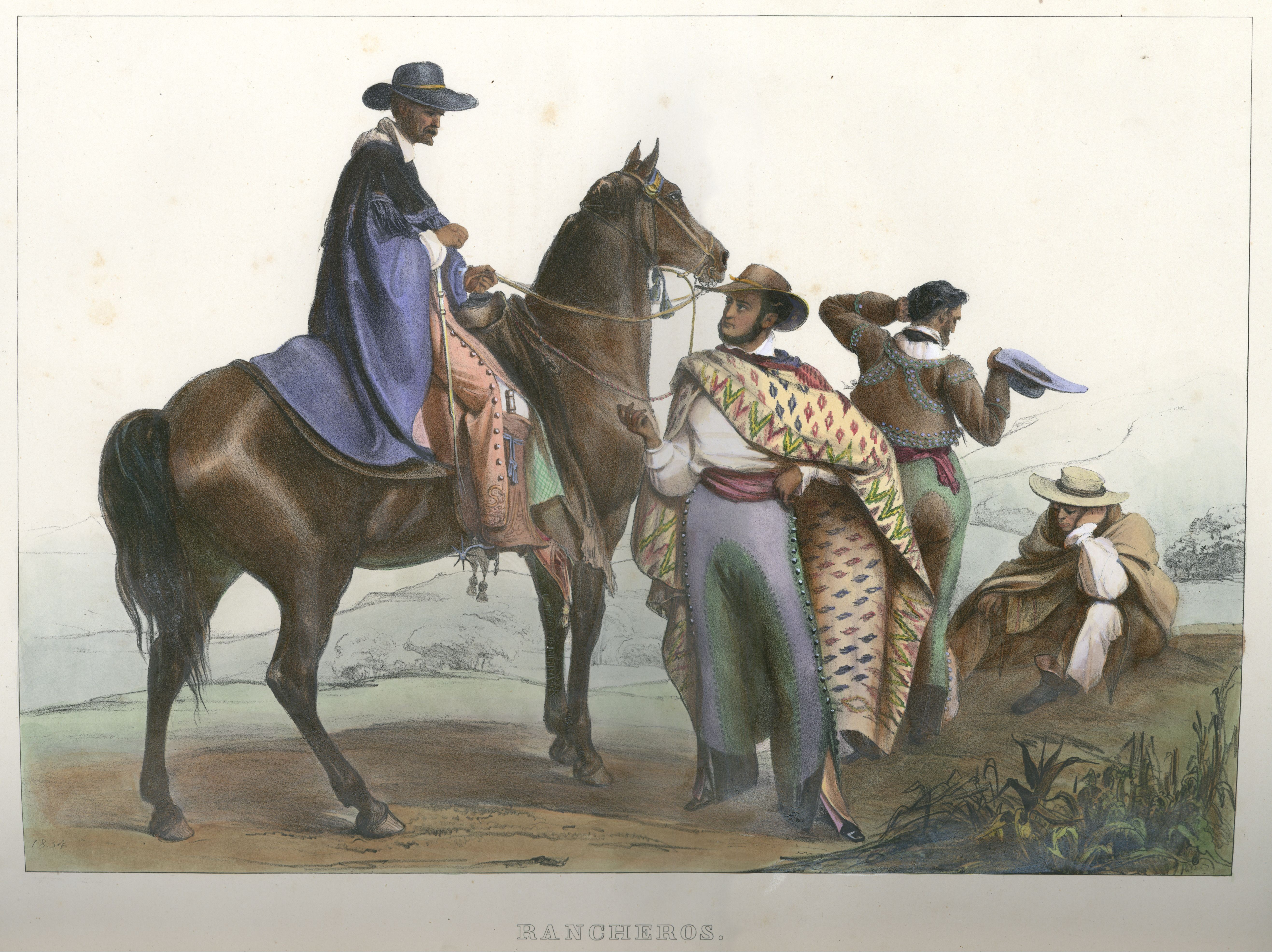
Мексиканські ранчеро (1834).

У 16 столітті, коли іспанці вперше оселилися в Мексиці, вони привезли з собою 16 коней. Їм було наказано вирощувати коней і забороняти неіспанцям їздити на них верхи. Однак незабаром іспанці мали дуже великі скотарські маєтки і визнали за необхідне послабити обмеження. Асьєнди у штаті Ідальго були одними з перших місць, де були зняті обмеження, і велика кількість людей була піддана кінному спорту.
Мексиканські скотарі кінця 19-го та 20-го століть, присвячені вирощуванню та випасу великої рогатої худоби як частину своєї роботи, розробляли грайливі техніки поводження з великою рогатою худобою, які згодом стали видом спорту.
Скотарям доручатимуть виконувати кілька робіт на ранчо, наприклад виловлювати худобу, що втекла, сортувати ранчо для таврування худоби та закріплювати биків і коней. Ці роботи були ранніми версіями подій чарро.
До Мексиканської революції змагання з роботи на ранчо проводилися, як правило, між асьєндами, але після розпаду фазенд під час Мексиканської революції традиції чарро поступово втрачалися, тому чарро з усієї країни організували зустріч у 1921 році та створили Національну асоціацію чаррос, щоб зберегти традицію charrería.
У 1920 році (рік закінчення мексиканської революції) Сільвано Барба, Інес Рамірес і Андрес Земеньо створили у Гвадалахарі першу мексиканську групу чаррерії під назвою Charros de Jalisco.

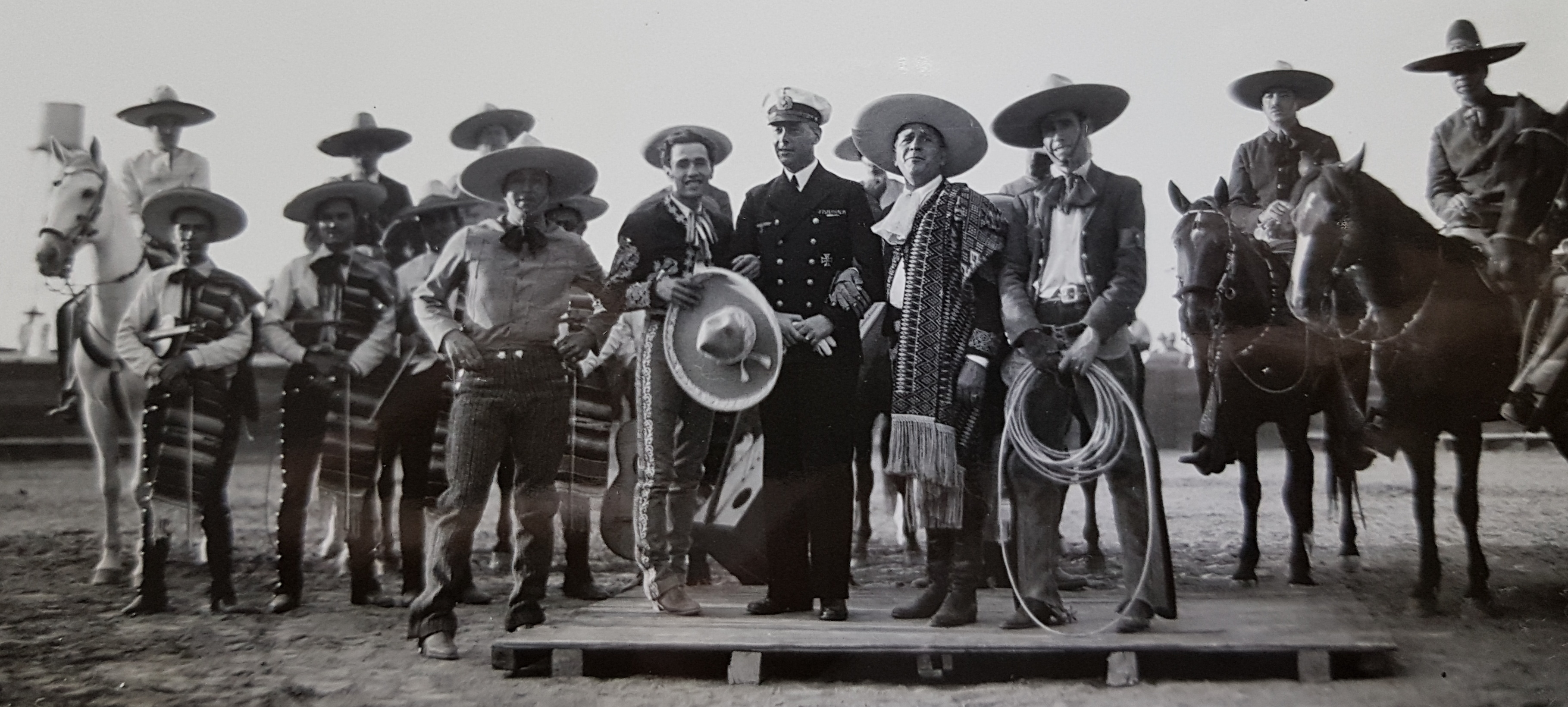
Фестиваль Чарро в Мехіко, квітень 1935 року.

Поява мексиканського кінематографа принесла більшу популярність, особливо мюзиклів, які поєднували ранчерас із зображенням чарро, схоже на жанри вестерну та «співаючого ковбоя» у Сполучених Штатах.
Американці мексиканського походження у Сполучених Штатах також проводили різні чарріди в той самий період, але, починаючи з 1970-х років, Федерація Мексиканської Чарерії (FMCH) почала допомагати їм у встановленні офіційних чаррід на північ від кордону. Іноді команди-чемпіони США беруть участь у національних змаганнях Мексики.

## Лієнцо чарро

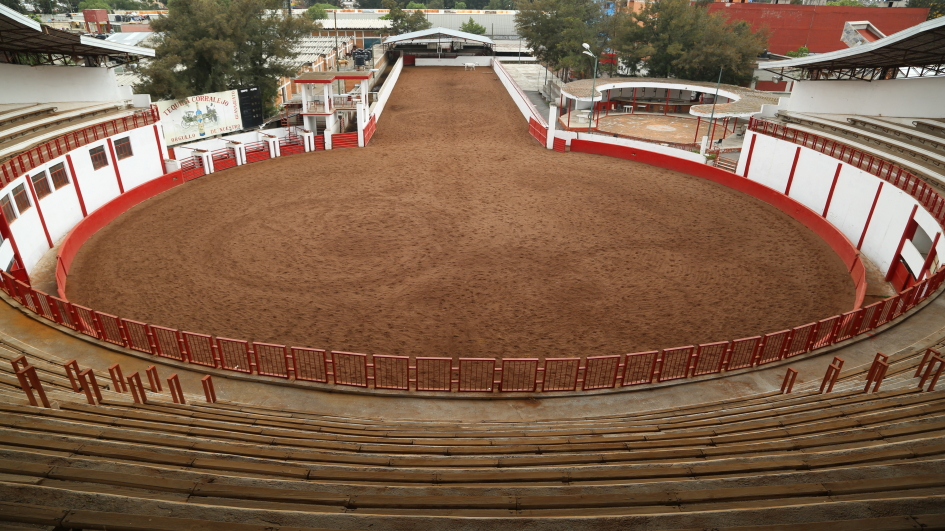
Лієнцо чарро в Мехіко.

Лієнцо чарро — це спеціально розроблене приміщення для занять верховою їздою. Це арена, де чаррос проводять події charreadas і jaripeos. Лієнцо має дві зони: одну виділену зону, що складається зі смуги завширшки 12 метрів (13 ярдів) і 60 метрів (66 ярдів) завдовжки, яка веде до кола діаметром 40 метрів (44 ярди).

## Кінь чарро

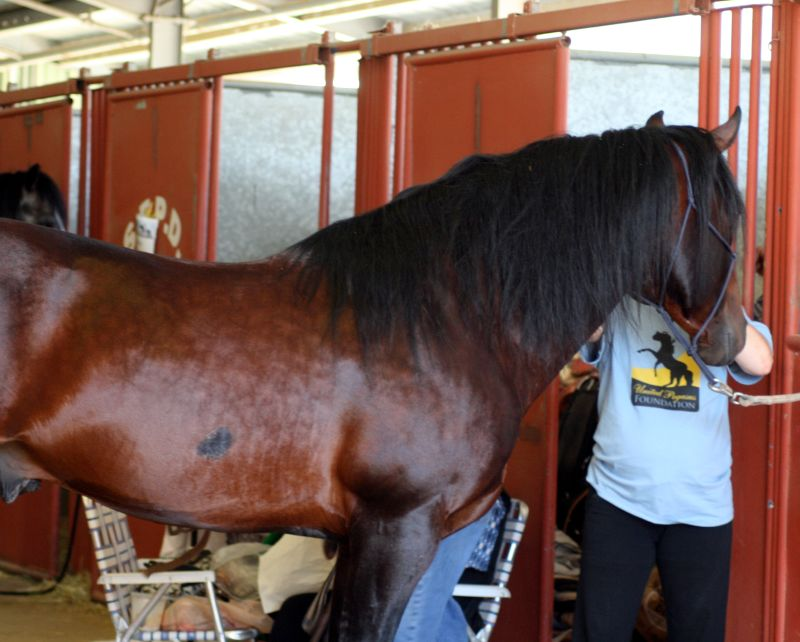
Ацтекський жеребець, мексиканський кінь, виведений у 1972 році як кінь для чаррос.

Кажуть, що ідеальний кінь для чаррерії — американський кінь quarter. Іншою видатною породою для подій на чаррерії є ацтекський кінь. Порода американських коней quarter бере свій початок у 17 столітті, а ацтецькі коні були виведені в 1972 році в мексиканській середній школі вершників у Ранчо Сан-Антоніо, штат Текскоко. Ацтекський кінь був виведений спеціально для чаррос. Обидві ці породи коней добре підходять для виконання складних і швидких маневрів, необхідних для стримування, підсікання, роботи коров'ячого коня, перегонів на бочках, катання на теляті та інших змагань західної верхової їзди, особливо тих, що включають живу худобу.

## Убрання та кінська техніка

### Чоловіки

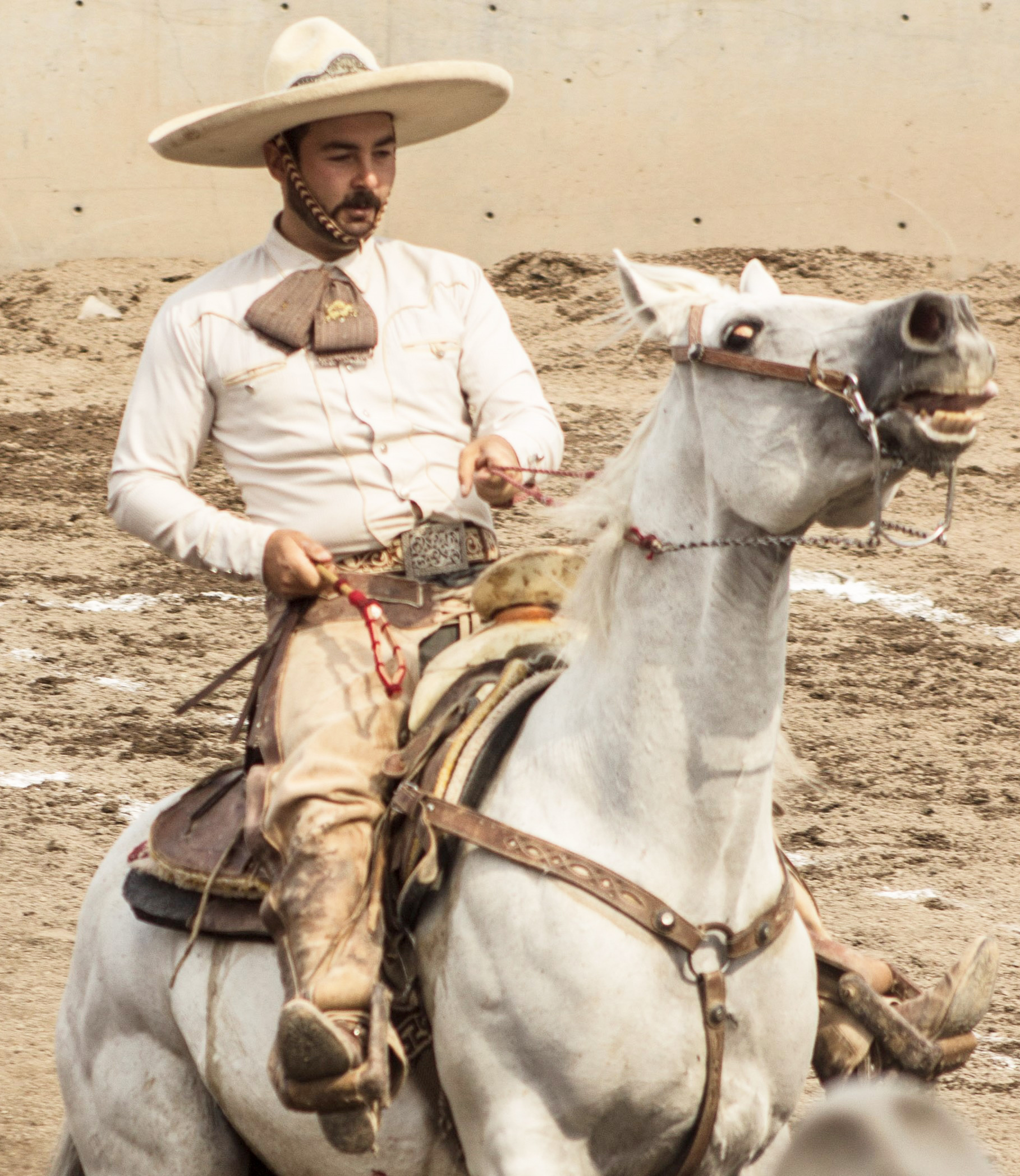
258x258пкс Чарро в робочому одязі для змагань.

Чарро може мати п'ять типів одягу. Вони бувають робочі, напівгала, гала, гранд-гала та етикет. Найпоширенішим одягом є робоча форма. Це костюм, який носять на змаганнях. Уніформа великого гала є найбільш багатошаровою. До нього піде фетрове шарро сомбреро зі срібною та золотою вишивкою, а піджак і штани з тонкого кашеміру зі срібними ґудзиками. Робоча форма найпростіша. Вона включає в себе звичайну сорочку на ґудзиках, бант, штани, чоботи та шарро сомбреро з пальмового листя.

### Жінки

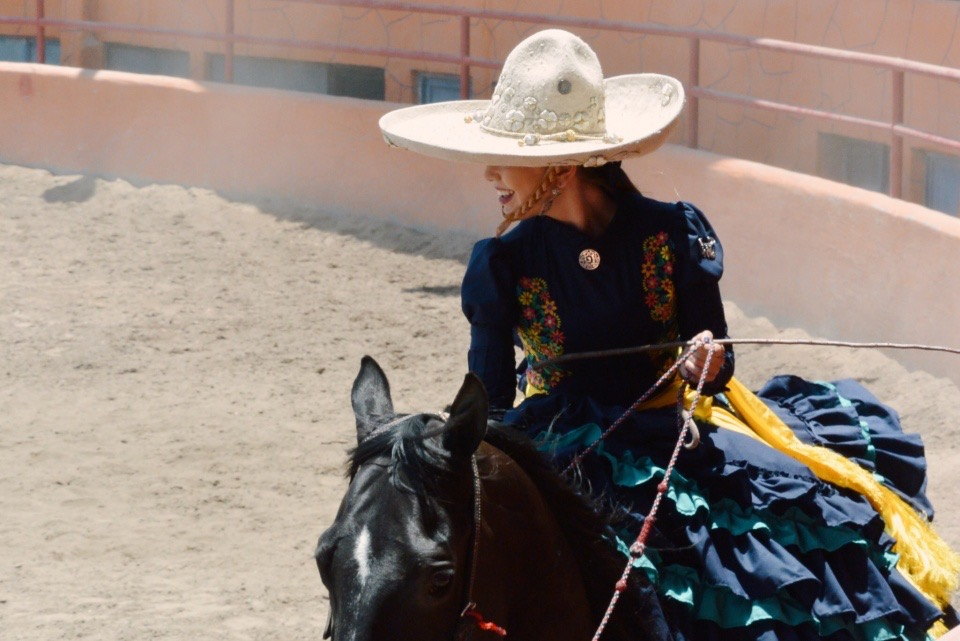
Ескарамуза у формі аделіти для змагань.

На відміну від чоловічого вбрання чарро, жінки в чарерії мають лише 3 наряди, причому одяг чіна поблана використовується для всіх типів заходів. Чіна поблана складається з блузи з низьким вирізом і короткими рукавами, вишитої шовком, бісером або кольоровими паєтками, і тканинної або фланелевої спідниці з принаймні одним воланом, вишитого бісером або паєтками, з шарами мережива, видимими внизу. спідниці. Не обійтися без підспідниці. У тон до вишивки спідниці використовують шовкові туфлі з пряжками. Шаль використовується під колір спідниці. Витончений фетровий капелюх чарро із замшевими, золотими та/або срібними chapetas є топером. Пояс використовується на талії, зав'язаний на бант ззаду. Також жінки повинні зібрати волосся в низький пучок, зазвичай прикрашений тканинним або мереживним бантом або двома косами, прикрашеними стрічками.
Незважаючи на те, що одяг china poblana використовується для більшості виступів, існує три різних вбрання, які використовують ескарамуза чарра: аделіта, charra de faena («робочий» одяг) і чіна поблана.

### Коні

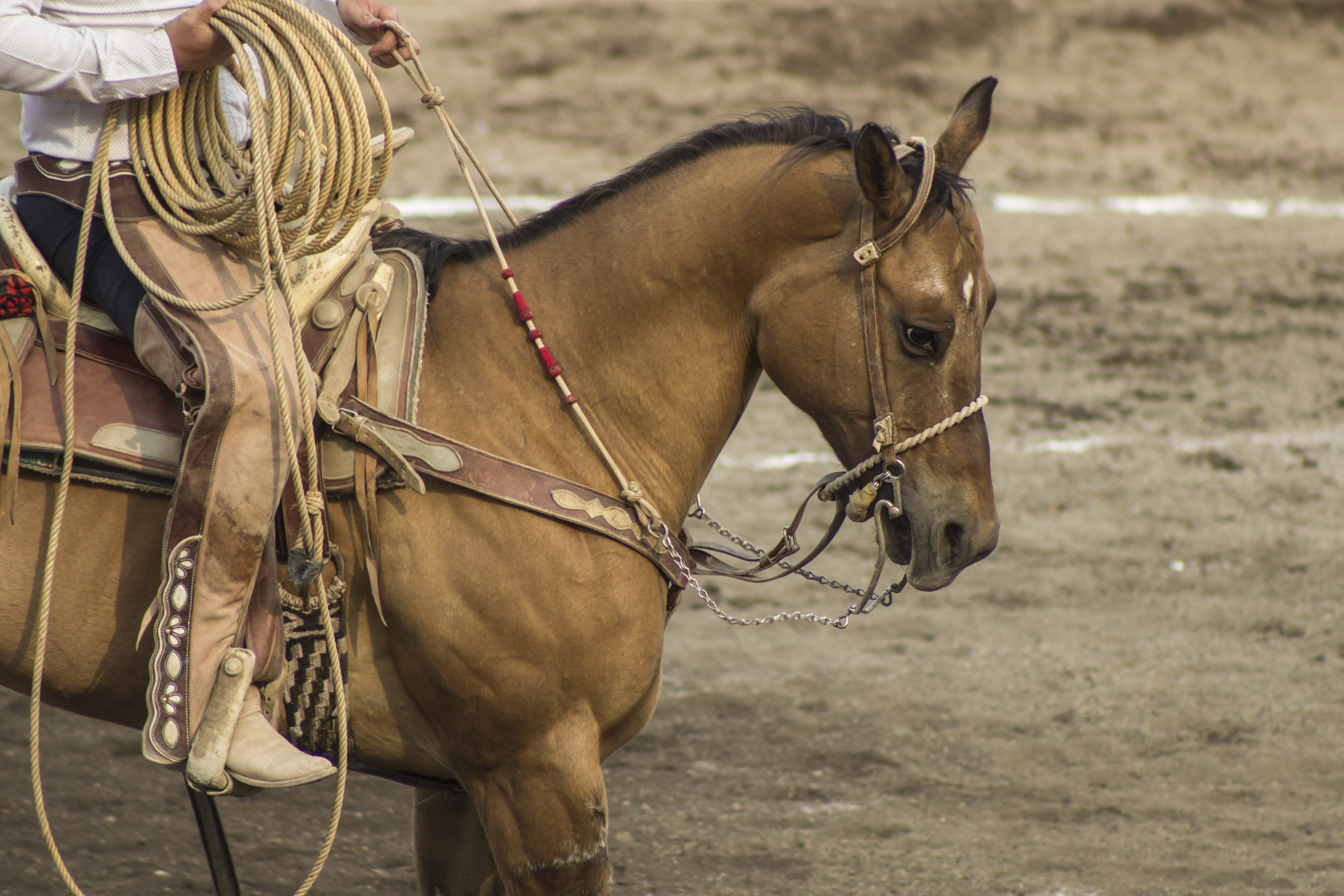
Деталь кінської збруї чарро.

Спорядження для коня має відповідати специфікаціям, як і одяг чарро. Усе спорядження на сідлі має бути виготовлено з натуральних матеріалів, а не штучних, наприклад, пластику. Існує два типи сідел, якими володіє Чарро: робоче сідло та офіційне сідло.
Сідло чарро має ширший ріг, ніж сідло вестерн, що допомагає захистити чарро від падіння або підвішування. На задній частині сідла є дві ручки, на випадок, якщо чарро потрібно втриматися через несподіваний вчинок коня.
Усі чарро повинні відповідати правилам занять спортом та одягу. У них навіть є суворий протокол, щоб ініціювати святкування та командні зустрічі.

## Спортсмени

### Чарро

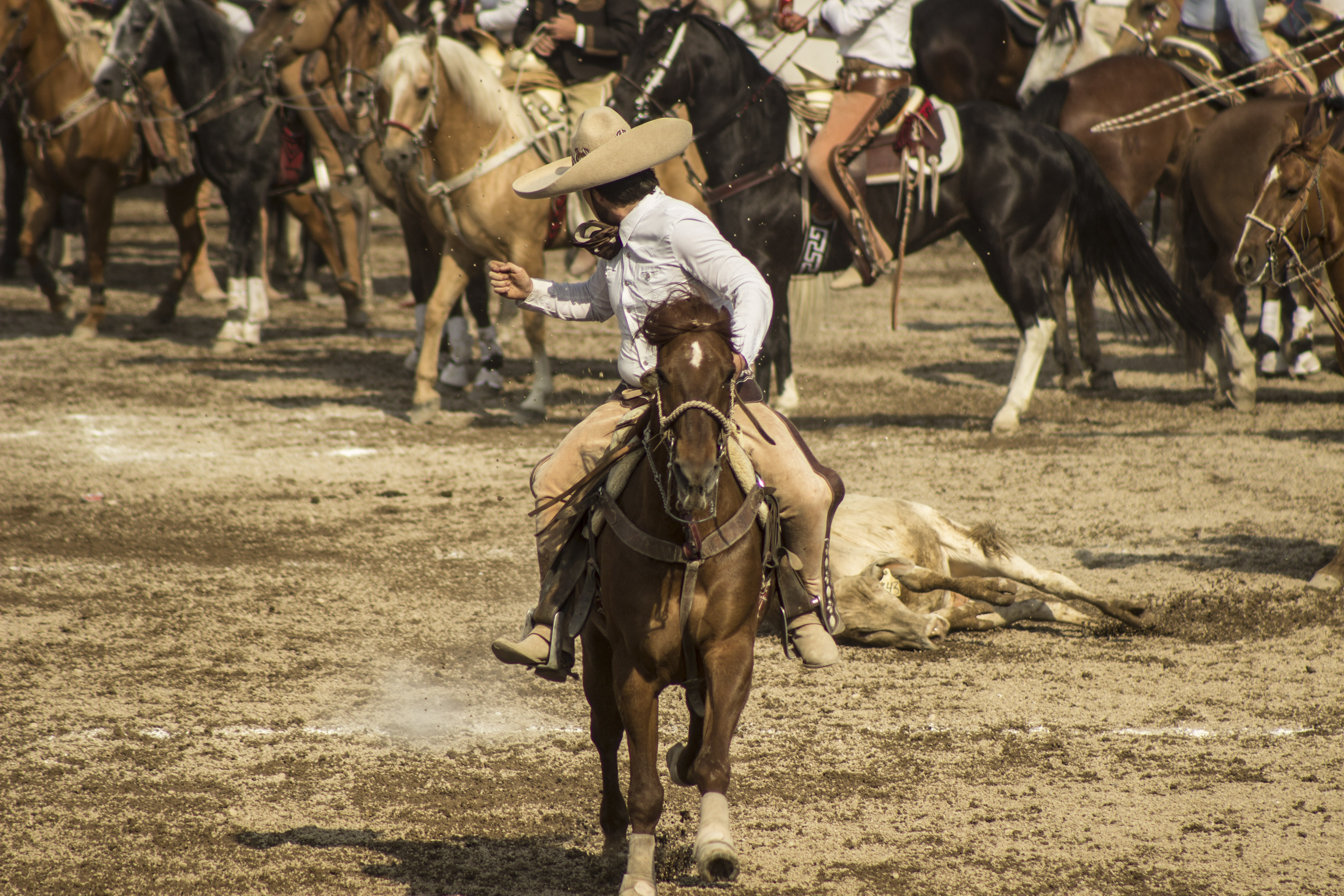
Чарро на коні.

Чарро — це чоловік-вершник, який практикує чаррерію, а також часто є національною іконою Мексики. Сучасний чарро розвинувся з довгої лінії мексиканських вершників. Мексиканські вакеро, що походять із часів іспанського завоювання, проклали шлях до chinacos, ліберальна неформальна армія, яка воювала у війні за незалежність Мексики, яка згодом породила чаррос навколо Мексиканської революції.
Слово charro спочатку використовувалося у 18 столітті як принизливий термін для сільських людей, що означає грубий, сільський, вульгарний, невитончений, кричущий і несмачний; синонім англійських термінів yokel, bumpkin або redneck. Зрештою це слово розвинулося окремо в Іспанії та Мексиці, щоб означати різні речі. В Іспанії це стало демонімом або терміном для ідентифікації вихідців із Саламанки, у місці, відомому як Кампо Чарро. У Мексиці цей термін став назвою сільських жителів, зокрема людей, які їздили на конях, також відомих як Rancheros, які виконували всі свої обов'язки в мексиканських асьєндах верхи. У решті іспаномовного світу це слово зберегло свій початковий принизливий відтінок.
Хоча в наш час єдині люди, які технічно є чарро, — це чоловіки, які практикують чаррерію, вигляд цієї фігури поширився на музику та кіно. Гурти маріачі дуже часто одягаються в костюми чарро-еск на Гран-Гала, оскільки музика маріачі стала синонімом чарреади, але ці музиканти не класифікуються як технічні чарро, і одяг, який вони носять, призначений для зовнішнього вигляду, а не для практичності.

### Ескарамуза чарра

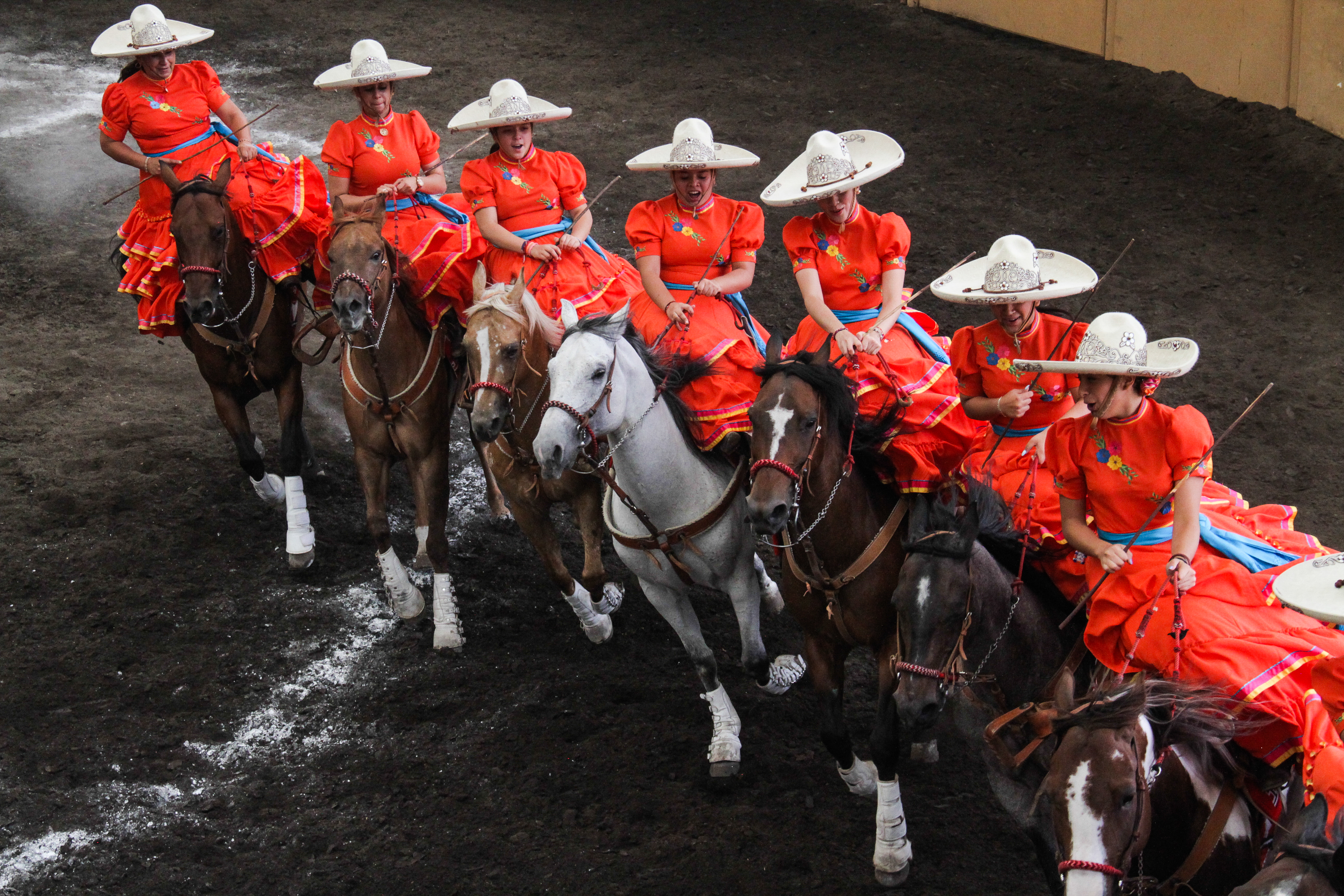
Ескарамуза у формуванні.

Жінок, які займаються цим видом спорту, називають charras, оскільки термін escaramuza використовується для назви жінок, які становлять спортивну команду, і це неправильний термін для позначення charra в однині.
Кажуть, що жіноча частина чаррерії, escaramuza charra, походить з Альтос-де-Халіско. Зокрема, від Тепатітлана. Їхній одяг — це чіна поблана у стилі аделіта, яка походить зі штату Пуебла, і вони виконують трюки з конем, які супроводжуються художнім дотиком, із такими зразками, як la coladera, combinado, la escalera та la flor.
Незважаючи на те, що в рамках Національної асоціації Charros, escaramuza charra, як кажуть, був створений паном Еверардо Камачо та інструктором Луїсом Ортегою в 1953 році, який складався з молодих дівчат і хлопчиків віком від п'яти до дев'яти років. Ця перша escaramuza була створена з братів і сестер Гвадалупе, Антоніо та Хосе Камачо, а також Луїса, Артуро та Марії Євгенії Руїс Лоредо. Оскільки на той час це було щось інноваційне. Це було дуже вдало, оскільки в цьому виступі діти продемонстрували свою майстерність їзди в стилі чарро та виховання своїх коней.
Escaramuza charra складається з восьми учасників, і його презентація складається із 12 вправ, які виконуються на високій швидкості та складаються з виконання хрестів і поворотів, що демонструє майстерність, якою жінки повинні їздити верхи, і добре поводження їхніх коней. Сукні можуть відрізнятися за кольором парами, квартетами або окремо.
Тренування escaramuza charra дуже інтенсивне, оскільки вони повинні вміти контролювати своїх коней з великою майстерністю, оскільки їх еволюція вимагає ідеальної координації між усіма членами однієї команди.

## Події

### Кала де Кабальо

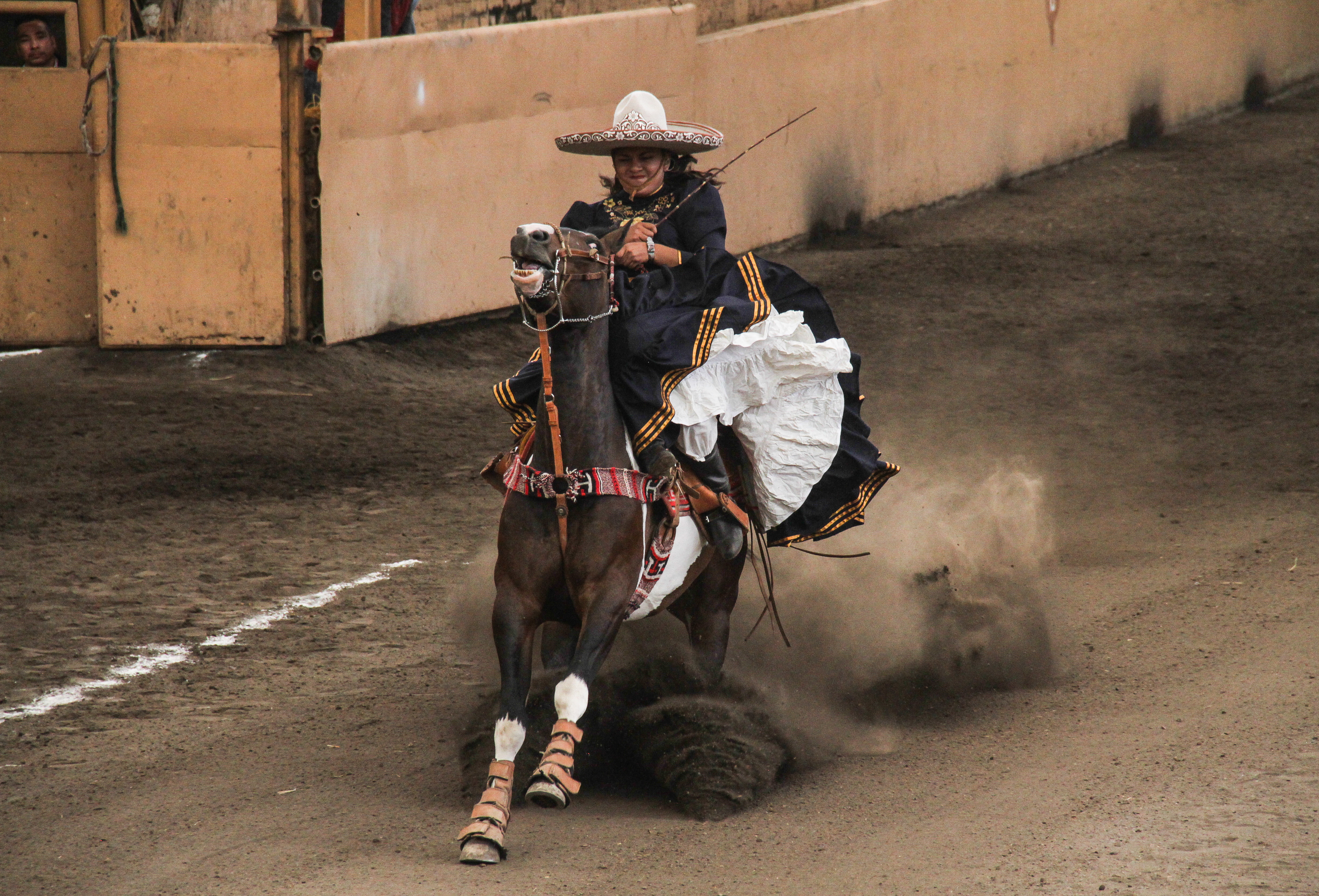
Ескарамуза виконує Cala de Caballo.

Цей захід є демонстрацією хорошого поводження та виховання коня чарро. Ця подія включає: правильне керування, стремено, лагідність, ходу, галоп, біг, пози брів, голови та хвоста. Він складається з того, що кінь біжить на повній швидкості та одночасно гальмує, і це називається підводою. Потім йдуть сторони, де кінь має обертатися навколо власної осі, спираючись на одну ногу, як це в обидві сторони. Далі йдуть половини сторін, де чарро повинен зробити те саме, але посередині. Наприкінці цієї події чарро має повернутися до п’ятдесятиметрової лінії. Ця подія відбувається в межах прямокутної секції lienzo розміром 20 x 6 метрів.
Ця подія чарро вважається однією з найважливіших у національному спорті par excellence, оскільки вона демонструє зв’язок (спілкування), який існує між чарро (вершником) і конем. Ця подія вважається однією з найскладніших для освоєння, а також має найскладнішу оцінку. Можна набрати більше негативних балів, ніж позитивних. У 20 столітті він був офіційно визнаний національним видом спорту. Подібним чином показано, чи комфортно чи незручно коню з певним типом збруї, яка використовується для його поводження.

### Піалес

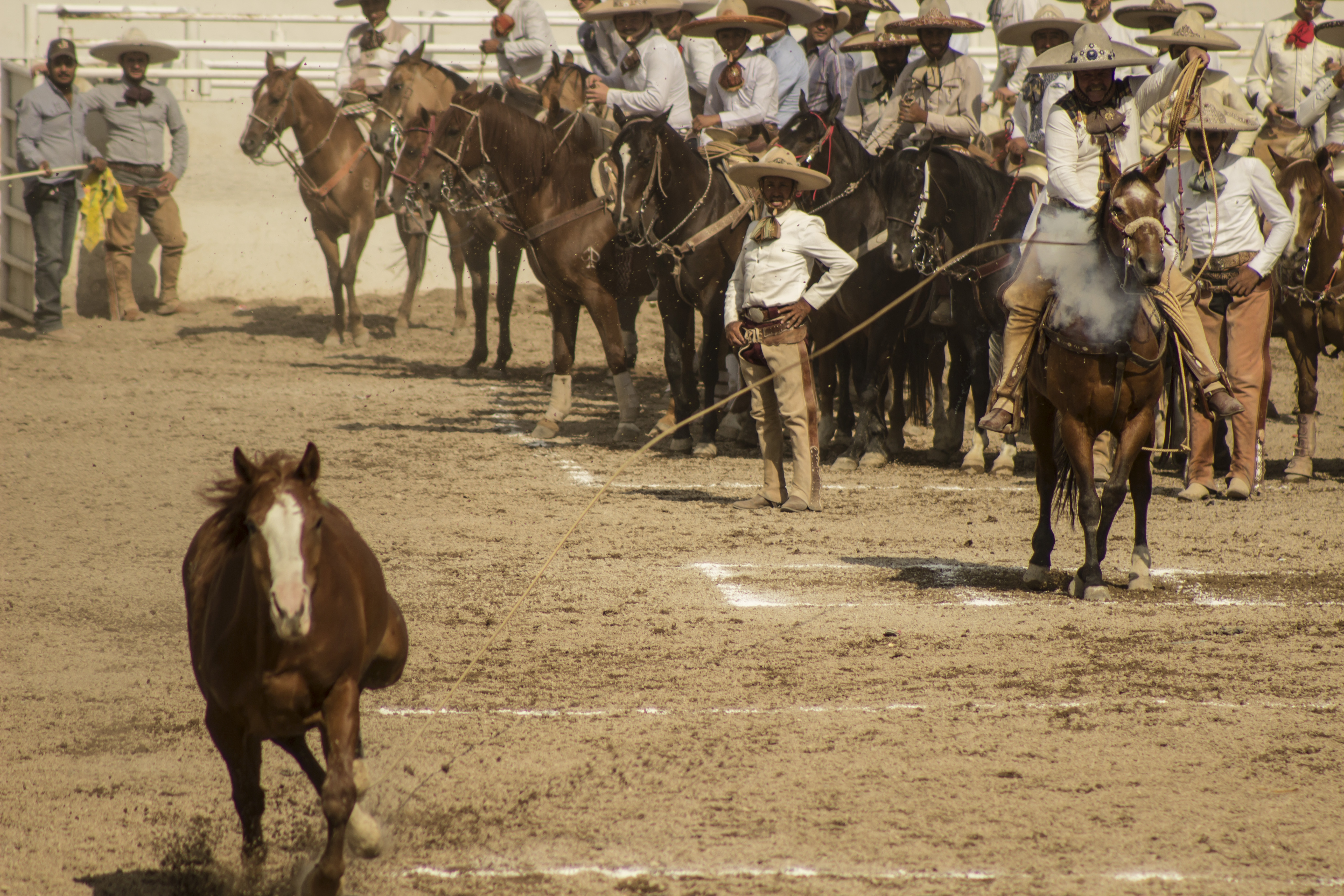
Чарро виконує піалес.

Цей захід полягає у зв'язуванні задніх ніг кобили (самки коня) і при цьому повністю припиняється галоп кобили. Чарро, сідаючи верхи на свого коня, повинен кинути ласо, дозволити кобилі пробігти через петлю, схопивши її за задні ноги, а потім обмотати мотузку на голові свого сідла, щоб шприцнути нею за потреби, поступово зменшуючи швидкість кобили до повної зупинки. Під час виконання цього заходу чарро повинен стежити за тим, щоб правильно петляти мотузку та не створювати вузлів, щоб запобігти серйозним травмам рук. Дано три можливості. Очки нараховуються за відстань, необхідну для зупинки кобили. Це робиться в прямокутній частині арени.
Існують різні типи піал, деякі з них — піал де пікет, піал флореадо та піал де чакета. Pial de piquete полягає в тому, щоб притиснути ласо до землі, і коли кобила проходить повз, ласо притиснути його з силою до задніх ніг кобили, pial floreado полягає у виконанні невеликого «floreando» (трюк з мотузкою) безпосередньо перед тим, як кобила проходить повз і коли тварина проходить повз, киньте її за задні ноги, і pial de chaqueta складається з позиціонування чарро з його конем спиною до місця, де буде проходити кобила, і роблячи протилежний вир, щоб, коли кобила проходить, він кладе мотузку на задніх ногах кобили.

### Colas en el Lienzo

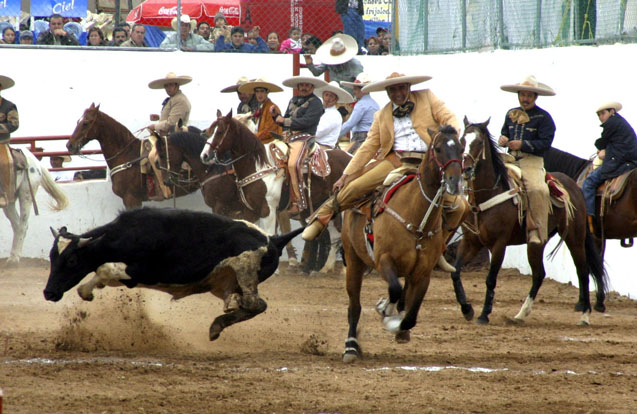
Чарро виконує Coleadero або Colas en el Lienzo.

Ця подія (також відома як coleadero), складається зі спроби збити маленького бика за хвіст, поки той біжить. Це завдання схоже на боротьбу керма, за винятком того, що вершник не спішується. Чарро верхи на своєму коні чекатиме біля воріт жолоба, поки вийде бик, який після привітання та хвилювання скаче верхи поруч із биком, тримаючи його за хвіст і обертаючи хвіст навколо своєї ноги, зрештою намагаючись повалити бика на землю, виконуючи всі ці дії на відстані не більше 60 метрів.

### Хінетео де торо

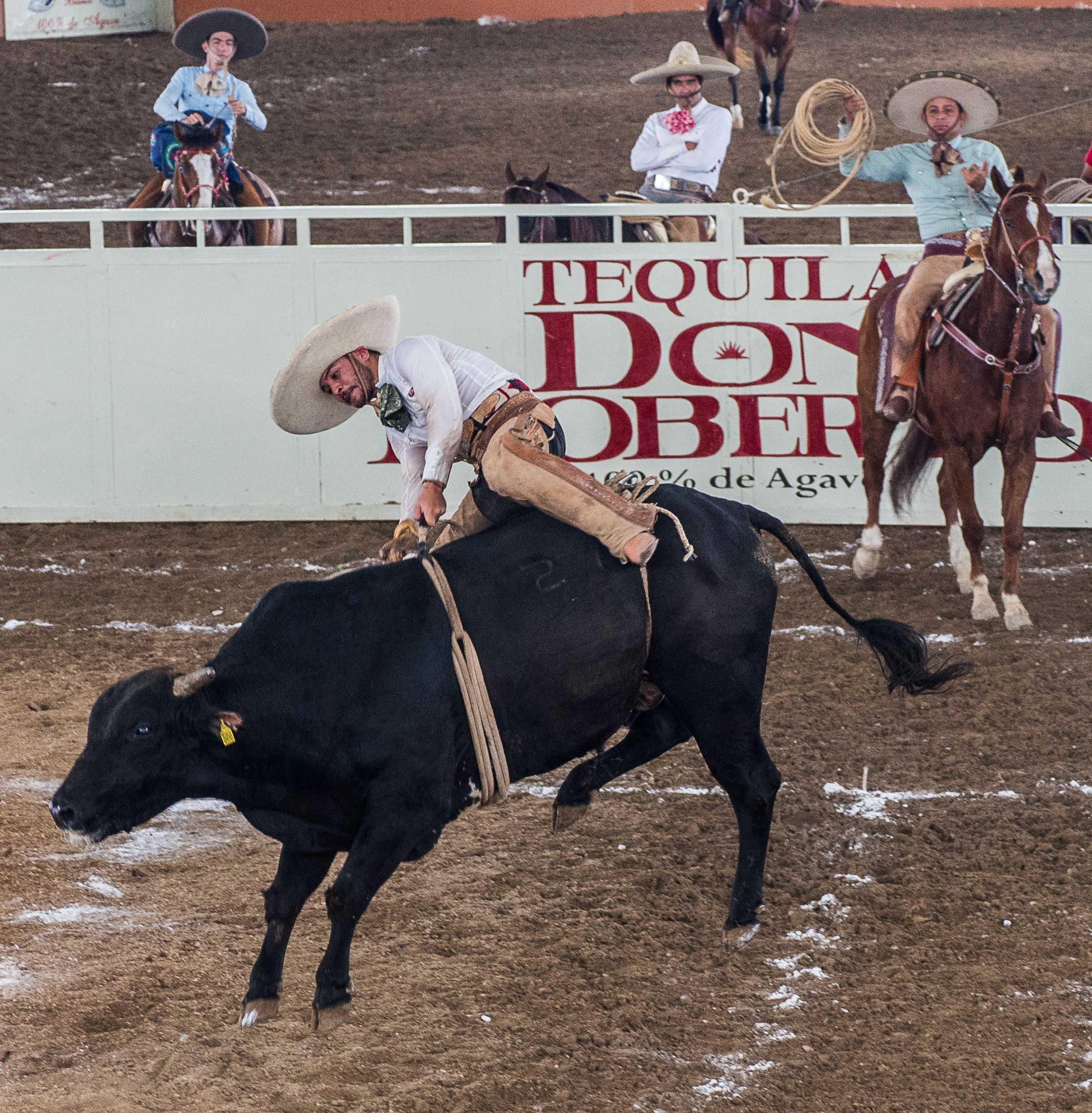
Чарро виконує Хінетео де торо.

Цей захід складається з катання на биках. Мета полягає в тому, щоб вершник залишався верхи на бику, доки той не перестане гнати. Однією або двома руками можна користуватись скакалкою, а чарро може мати до трьох помічників на арені, щоб підтримувати голову бика, затягувати й утримувати пояс вершника. Чарро, який виконує цю подію, дасть вказівку, щоб відкидний жолоб був відкритий. Виступ починається, коли судді дають наказ відрахувати час для затягування, і закінчується, коли бик перестає дертися. Тоді у вершника є 3 хвилини, щоб злізти. Кожна збережена хвилина зараховується як очко, а бали також нараховуються за техніку. Чарро не може відскочити, він повинен злізти та приземлитися вертикально. Після того, як чарро злізе з бика, він повинен зняти мотузку і дзвінок, щоб Terna en el Ruedo могла слідувати. Ця подія сягає корінням у більш ранню форму, відому як харіпео.

### Терна ен ель руедо

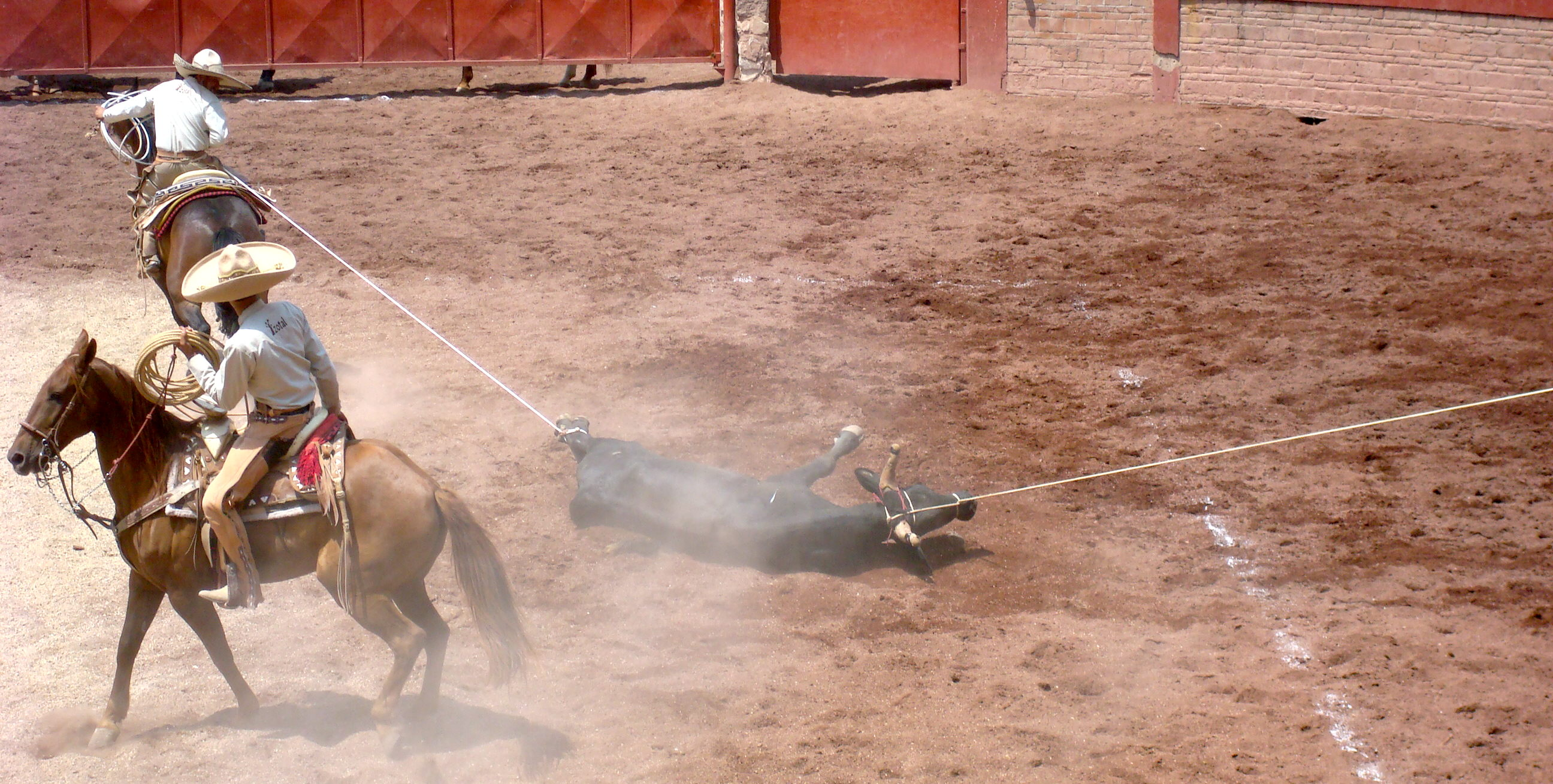
Чарро виконує Терна ен ель руедо.

Ця подія є командним заходом на канаті, під час якого троє чарро намагаються зв'язати бика мотузкою: один за шию, інший за задні ноги, а останній потім зв'язує його ноги, і все це протягом максимального часу 6 хвилин. Очки нараховуються за трюки з мотузкою та час. У чарро є дві можливості: або потрапити ласо на голову бика, або потоптати її, чарро чергуватимуть ходи, після того, як перший чарро зробить спробу, другий спробує, потім третій, і так далі, поки не нададуться можливості або їх хвилини вичерпано. Чарро, який зв'язує шию бика, повинен продемонструвати повний контроль над мотузкою, виконавши деякі трюки з мотузкою під назвою «флореандо». Поки одна мотузка обмотується навколо шиї бика, інші члени команди повинні поставити пастку, щоб зв'язати задні ноги, а потім остаточно спустити бика.

### Хінетео де єгуа

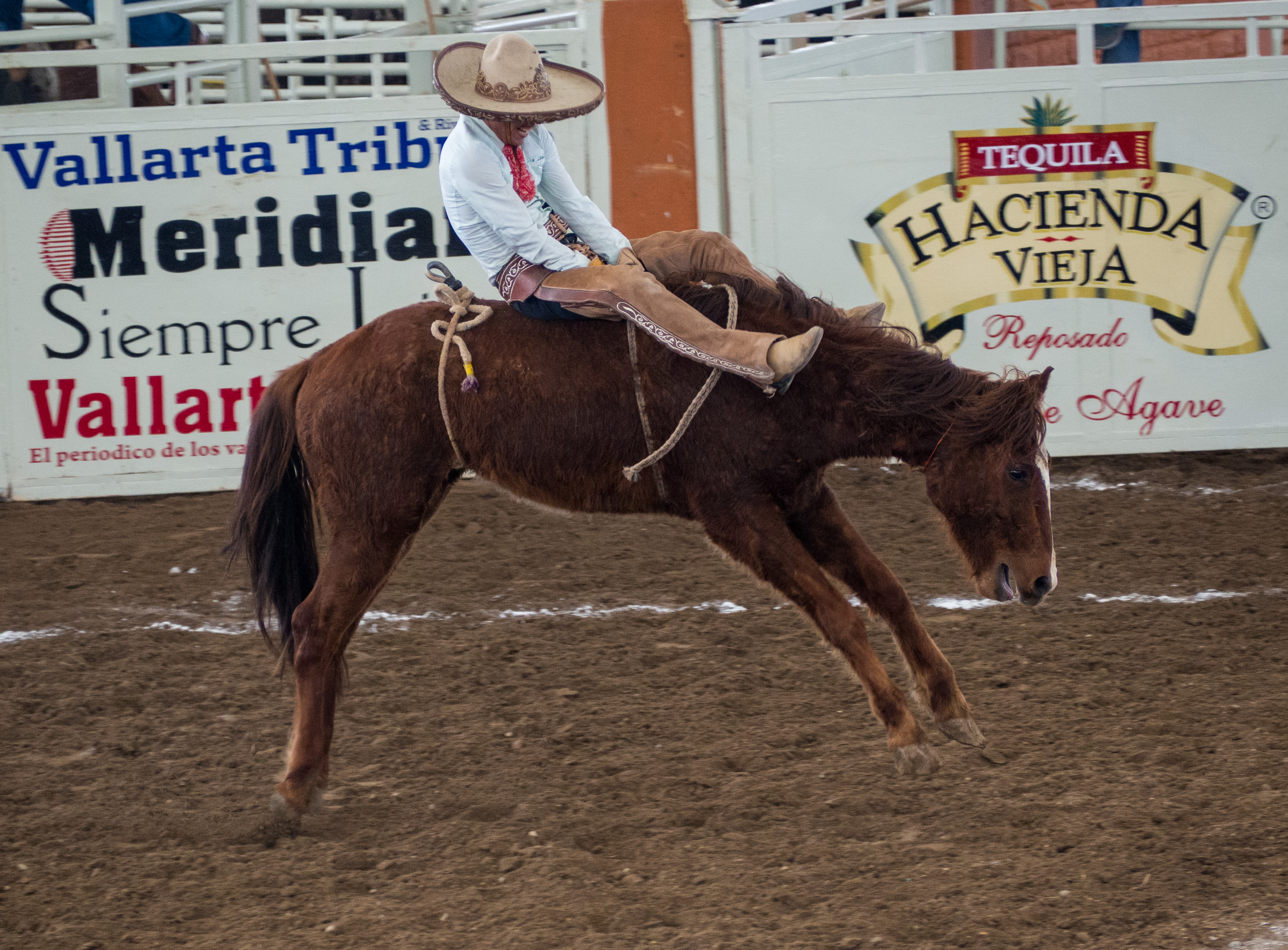
Чарро виконує Хінетео де єгуа.

Ця подія схожа на Bareback bronc riding. Єгуа означає кобила. Ненавченого коня, найчастіше кобилу, катають на мотузці. Використовуються дві руки, а ноги тримаються горизонтально до землі. Подібно до змагань верхової їзди на биках, вершники намагаються залишатися на коні, доки він не перестане скакати. Кобила буде закута та з командою помічників, які також одягаються як чарро. До двох захватів розтягують розпірний ремінь. До трьох помічників усередині підтримують голову кобили, підтягують і тримають вершника за ремінь, щоб він міг сісти на коня і вмоститися. Він дасть вказівку відкрити розпірний жолоб. Завдання починається в момент, коли судді дають наказ зарахувати час для затягування, і закінчується, коли чарро з будь-якої причини спішується.

### Manganas a pie oa caballo

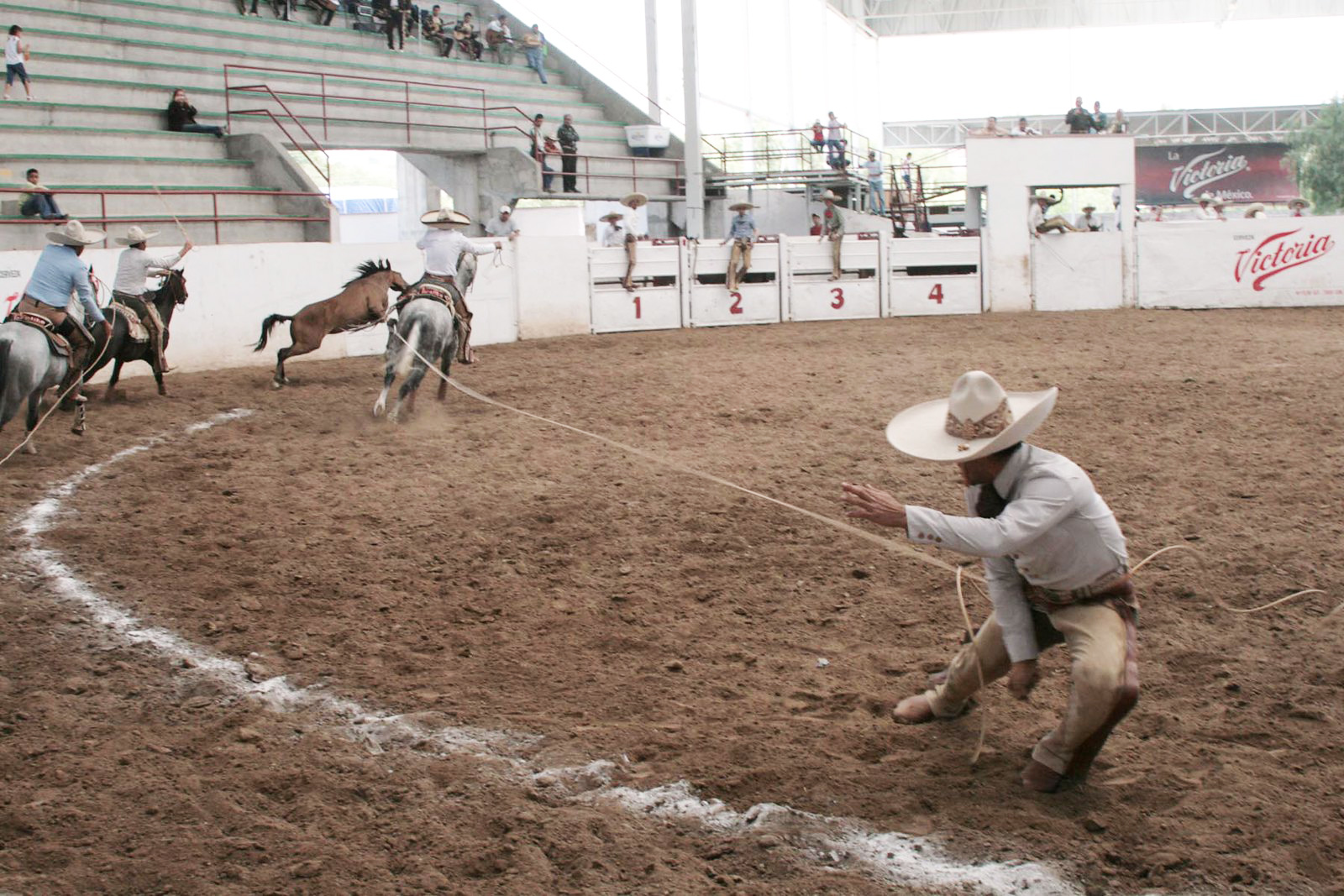
Чарро виконує пиріг Mangana a Pie.

Manganas a Pie складається з чарро пішки (пиріг), Дав три можливості та вісім хвилин, щоб обмотати коня своїм ласо за передні ноги та змусити його впасти та перекотитися один раз. Charro manganeador може знаходитися в будь-якому місці арени на мінімальній відстані чотирьох метрів від огорожі по периметру. Після розкручування мотузки (виконання трюків з мотузкою) Чарро накидає ласо на свою ціль, яка є самотнім конем, який стоїть поруч із 3 іншими кіньми, на яких сідають інші чарро, намагаючись не зачепити жодного з 3 інших коней. Manganas a Caballo — це схожа концепція, але замість цього на коні.
Очки нараховуються за час і трюки з мотузкою, якщо кінь кріпиться відповідно до національних правил. Очки за всі три спроби накопичуються. Час виконання мангани як пішки, так і верхи становить 8 хвилин. Таймер зупиняється під час першої зміни кобили, а також випадково або через те, що кобила стрибає або покидає ринг. Таймер наступної зміни кобили.

### Пасо де ля муерте

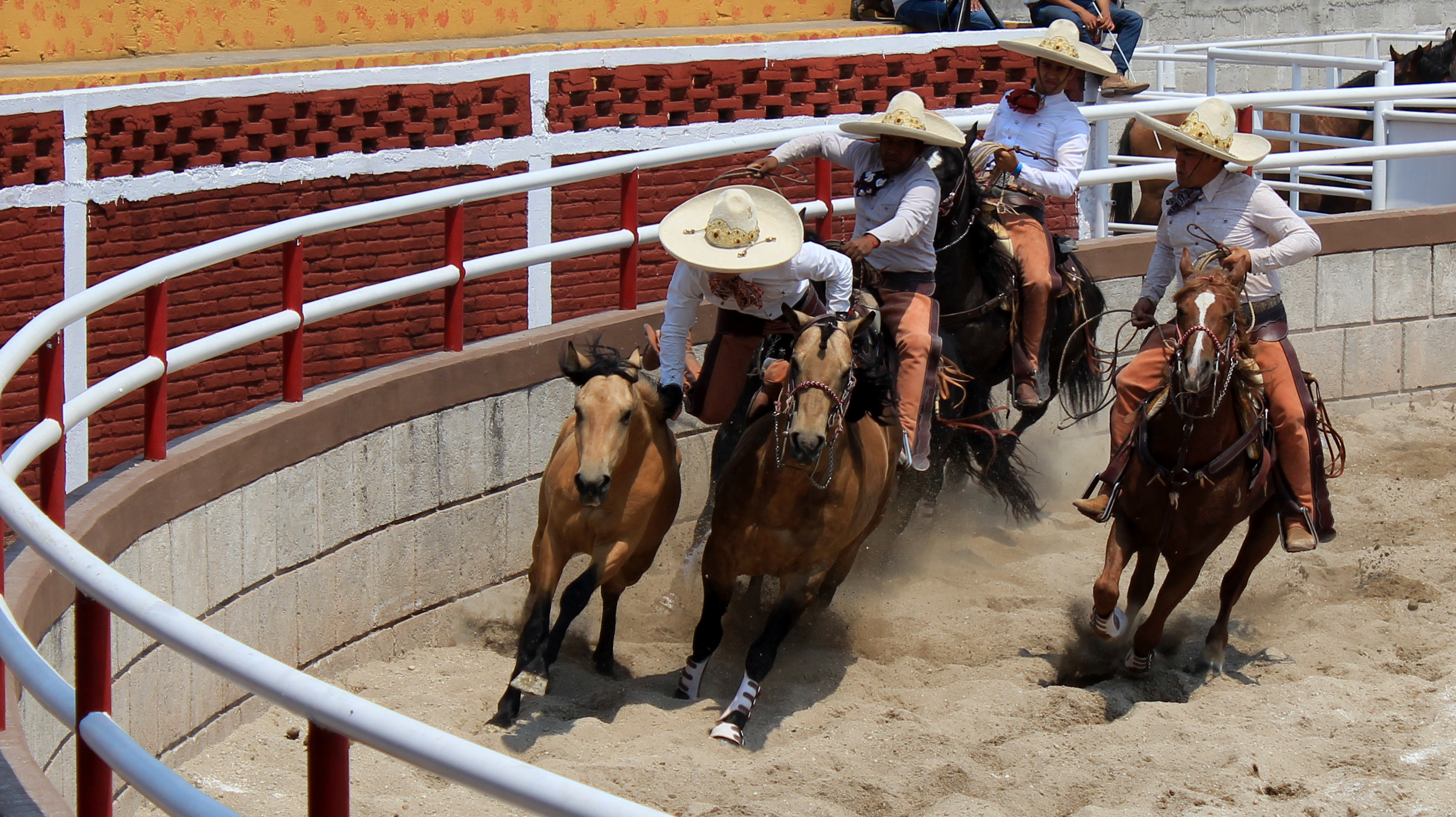
Чарро виконує Пасо де ля муерте.

Ця подія, яка іспанською називається Перевал смерті, полягає в тому, що чарро верхи без сідла з поводами намагається перестрибнути зі свого коня на голу спину вільного, цілого коня без поводів і кататися на ньому, доки він не припинить бігти. Подія отримала свою назву через високий рівень ризику виконання, якщо його виконати неправильно, оскільки цей рух може бути фатальним для особи, яка його виконує, оскільки він може впасти під тварину та бути затоптаним трьома іншими вершниками, які пасуть тварину. Час від часу це робиться задом наперед для показу.

## Вистава

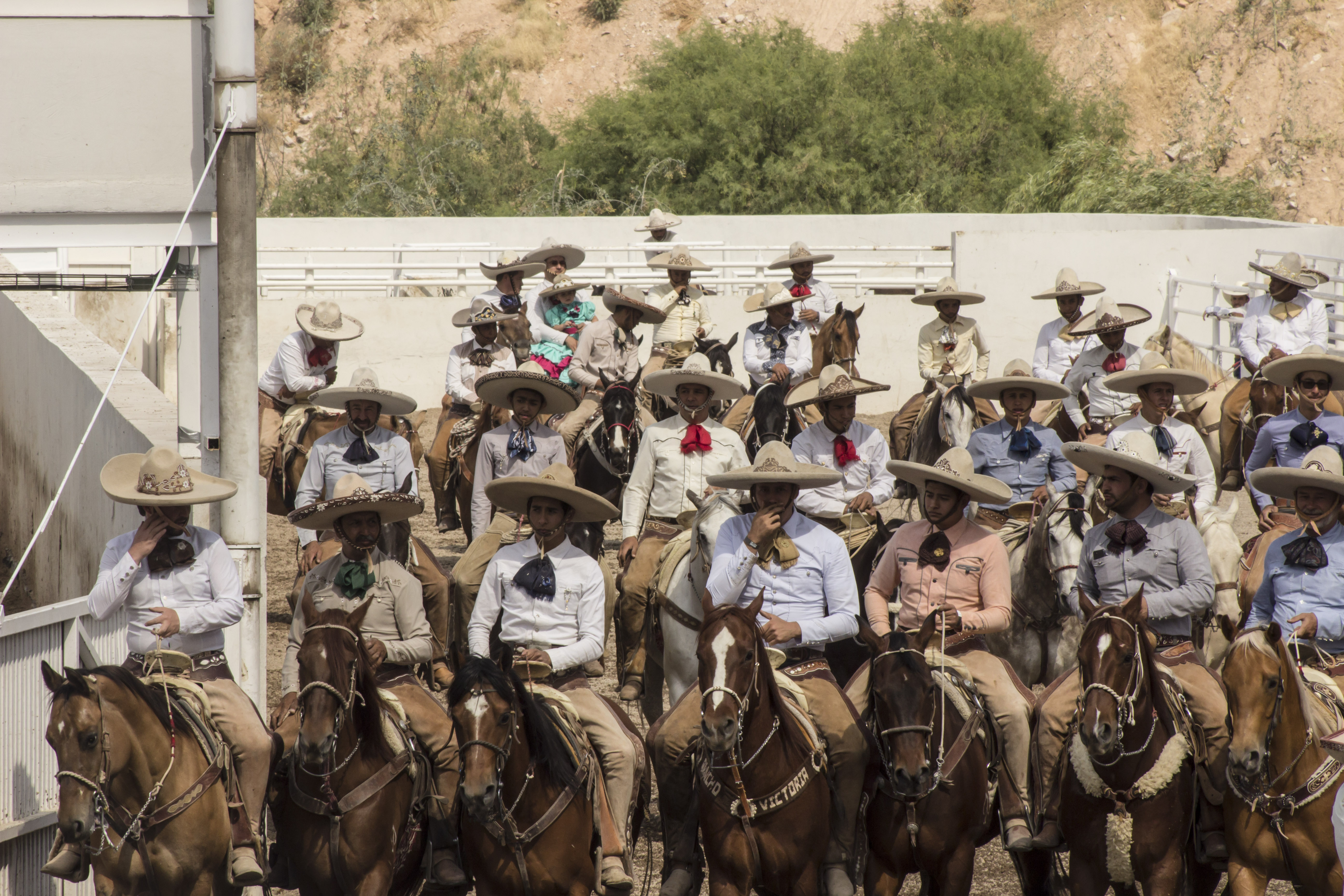
Чарро проходять верхи на чарреді.

Під час церемонії відкриття організації та учасники виходять на арену (лієнцо) верхи на конях, як правило, у супроводі оркестру маріачі або банди, які грають на Marcha Zacatecas і віддають шану мексиканському прапору. Це означає давню традицію чаррос як допоміжного підрозділу мексиканської армії. Коротка куртка чарро нагадує ту, яку носять члени армії Вілья.
Власне чарреада складається з дев'яти подій, які проводяться в певному порядку (дев'ять для чоловіків і одна для жінок). Дві або більше команд, які називаються asociaciones (асоціації), змагаються між собою. Команди можуть змагатися, щоб стати державними, регіональними та національними чемпіонами. Учасників оцінюють як за стилем, так і за виконанням.
Відтворення чарріди зазвичай відбувається в такому порядку:
1. Кала де Кабальо (випробування коня) — змагання серед чоловіків
2. Piales en Lienzo (Піалес ан Лієнцо) — змагання серед чоловіків
3. Colas en el Lienzo, або Coleadero (Хвости бика) — змагання серед чоловіків
4. Escaramuza (Women Skirmish) — змагання серед жінок
5. Хінето де Торо (верхова їзда на бику) — змагання серед чоловіків
6. Terna en el Ruedo (команда з трьох осіб) — змагання серед чоловіків
7. Jineteo de Yegua (Wild Mare Bronc Riding) — змагання серед чоловіків
8. Manganas a Pie (On Feet Roping) — змагання серед чоловіків
9. Manganas a Caballo (скакання на конях) — змагання серед чоловіків
10. Ель-Пасо-де-ла-Муерте (Перевал смерті) — змагання серед чоловіків

## Національний чемпіонат і конгрес чарро
Національний чемпіонат і конгрес чарро (іспанською Congreso y Campeonato Nacional Charro) — це 17-денна подія, де команди чарро та ескарамуза з усієї Мексики та Сполучених Штатів змагаються на національному рівні, організовані Мексиканською федерацією Чаррерії.
У 2021 році понад 150 команд змагалися в приймаючому місті Агуаскальєнтес. Команда Rancho El Quevedeño зі штату Наярит стала національним великим чемпіоном 2021 року з підсумковим результатом 330 очок, команда Rancho Las Cuatas, також із Наяриту, посіла друге місце з 312 очками, а команда Charros de La Laguna «A» зі штату Дуранго опинилися на третьому місці з 303 балами. Команда Soles del Desierto зі штату Чіуауа стала національною королевою ескарамузи з 309,33 очками, команда Sanmarqueña з Агуаскальєнтес посіла друге місце з 306,66 очками, а третє місце посіла EMT Rancho El Herradero з Халіско з 290,66 очками. Хосе Андрес Асевес Асевес з Наяріту отримав титул Короля Чаррос-Комплетос у 2021 році. Офіційну церемонію нагородження очолив конституційний губернатор штату Агуаскальєнтес Мартін Ороско Сандовал перед безліччю арени Сан-Маркос, де губернатор також привітав 144 команди, 112 ескарамуз та 16 чаррос-комплето, які взяли участь з усіх 32 штатів. Мексики та інших країн.
Призи на чемпіонатах з чаррерії можуть включати такі речі, як сідла, причепи для коней, трофеї або іноді гроші. Хоча більшість чарро роблять це без економічного стимулу (насправді вони в кінцевому підсумку платять за charrear, як це буває в інших аматорських видах спорту), є люди, які повністю присвячують себе чаррерії і живуть з неї. Зарплата професійного чарро є змінною. Чарро може заробляти до 20 або 25 тисяч мексиканських песо на місяць.

## Команди та асоціації
Чарро об'єднані в асоціації, зареєстровані в Federación Mexicana de Charrería (Мексиканська федерація Чарерії, заснована 16 грудня 1933 року). Такі асоціації являють собою команди або загони, в яких чарро організовуються для тренувань і змагань, а в деяких випадках для збору коштів на будівництво або купівлю об'єктів. Escaramuzas (жіночі групи чарро) організовані подібним чином, де вони складаються з восьми офіційних членів, і кожен учасник повинен належати до Мексиканської федерації Чаррерії та відповідати нормам, встановленим установою. Для того, щоб змагатися в чарреді, усі асоціації повинні мати ліцензію федерації, а учасники мають бути сертифіковані як чарро. Зараз у Сполучених Штатах існує понад 100 асоціацій чарро.

## Гімн
У неділю, 14 жовтня 2012 року, в рамках інавгурації LXIII Національного конгресу Чарро в Сакатекасі, губернатор штату Мігель Алонсо Рейес і президент Мексиканської федерації Чарреріа Хайме Каструїта Паділья підписали угоду в Мексиканська федерація Charrería прийняла текст і музику «Marcha Zacatecas» як національний гімн Charro. Пісня, створена Хенаро Кодіною в 1892 році.